# Талмазское сельское поселение
Талмазское се́льское поселе́ние — муниципальное образование в Куединском районе Пермского края Российской Федерации.
Административный центр — село Большой Талмаз.

## История
Статус и границы сельского поселения установлены Законом Пермской области от 10 ноября 2004 года № 1759-363 «Об утверждении границ и о наделении статусом муниципальных образований Куединского района Пермского края»

## Население
| 2010 | 2012 | 2013 | 2014 | 2015 | 2016 | 2017 |
| ---- | ---- | ---- | ---- | ---- | ---- | ---- |
| 787  | ↘777 | ↘719 | ↘672 | ↘650 | ↘629 | ↘622 |
| 2018 | 2019 | 2020 |      |      |      |      |
| ↘598 | ↘569 | ↘534 |      |      |      |      |

## Состав сельского поселения
| № | Населённый пункт | Тип населённого пункта       | Население |
| - | ---------------- | ---------------------------- | --------- |
| 1 | Большой Каскасал | деревня                      | 143       |
| 2 | Большой Талмаз   | село, административный центр | 231       |
| 3 | Верх-Шагирт      | деревня                      | 0         |
| 4 | Земплягаш        | село                         | 177       |
| 5 | Лайга            | деревня                      | 142       |
| 6 | Малый Талмаз     | деревня                      | 7         |
| 7 | Пильва           | деревня                      | 87        |